# Oswald Semlits
Oswald Semlits (* 7. Juni 1958 in Buenos Aires, Argentinien) ist ein ehemaliger deutscher Fußballspieler und heutiger -trainer.

## Leben
„Ossi“, wie er genannt wurde, ist in Buenos Aires, der Hauptstadt Argentiniens, geboren, mit sechs Jahren nach Deutschland umgesiedelt und in Brambauer aufgewachsen. Er absolvierte sein Abitur in Brünninghausen und begann dann ein Betriebswirtschaftsstudium mit dem Schwerpunkt Marketing. Er spielte in der Jugend des BV Brambauer.
In Hennef erhielt er unter Erich Rutemöller seine A-Trainer-Lizenz. Semlits ist mit seiner Frau Sabine verheiratet und Vater von zwei Töchtern und seinem Sohn Philip, der beim SC Verl spielt. Semlits lebt in Gremmendorf und arbeitet im Axel-Springer-Verlag.

## Spielerkarriere
Seine Profikarriere begann Semlits beim damaligen Verbandsligisten, beim BV Brambauer. 1979 wechselte er zu Preußen Münster in die 2. Bundesliga. Hier absolvierte er 64 Partien und erzielte vier Tore. Dann wechselte der Abwehrspieler zum SC Viktoria Köln, wo er von 1981 bis 1982 blieb. Sein nächster Verein war der TuS Schloß Neuhaus, den er nach 37 Spielen und einem Tor Richtung Bundesliga zu Borussia Dortmund verließ.
Doch nach nur vier Spielen, in denen er immerhin ein Tor erzielen konnte, verließ Oswald Semlits den Verein und ging zum SC Verl. Nach einer Saison hieß sein neuer Verein MSV Duisburg. Hier blieb er fünf Jahre und stieg in seiner ersten Saison in die Oberliga Nordrhein ab. Der Wiederaufstieg in die 2. Liga gelang in der Saison 1988/89.
Nach einer weiteren Saison in der 2. Bundesliga verließ Semlits den Klub und ging zum VfL Osnabrück, wo er nach 35 Spielen und drei Toren seine Karriere wegen gesundheitlicher Probleme beenden musste.

## Trainerkarriere
Im März 2004 wurde bekannt, dass Oswald Semlits zur Saison 2004/05 Trainer des Lüner SV wird, nachdem er zuvor über sechs Jahre den SC Wiedenbrück trainierte und sie von der Kreis- bis in die Verbandsliga führte. Trotz eines Zweijahresvertrages verließ er „völlig überraschend“ den Verein im April 2005 Richtung Hammer SpVg, wo er aber wegen sportlichen Misserfolgen am 7. November 2005 entlassen wurde.
Am 14. März 2008 übernahm er den TuS Freckenhorst. Am 17. Februar 2009 wurde Semlits wieder entlassen. Zur Saison 2010/11 wurde er als Trainer des SV Schwarz-Weiß Havixbeck vorgestellt. Gleich in seinem ersten Jahr gelang der Aufstieg in die Bezirksliga. Mitte Dezember 2013 wurde Semlits aufgrund sportlicher Misserfolge entlassen.